# Râle de Wake
Hypotaenidia wakensis
Espèce
Statut de conservation UICN

 EX  : Éteint
Le Râle de Wake (Hypotaenidia wakensis) est une espèce éteinte d'oiseaux de la famille des Rallidae.

## Répartition
Cette espèce était endémique de l'atoll de Wake. Elle est éteinte depuis la Seconde Guerre mondiale, à cause de l'occupation japonaise et des bombardements américains.